# Cleistes vargasii
Cleistes vargasii é uma espécie de orquídea terrestre de folhas alternadas e flores grandes que abrem em sucessão, com raízes tuberosas delicadas, habitante do Peru.